# Euroleague Basketball 2024-2025 - Final Four
Le Final Four della Euroleague Basketball 2024-2025 sono state la 68ª edizione delle finali del principale torneo di pallacanestro per club, la 25ª edizione da quando la competizione viene organizzata dalla Euroleague Basketball, la prima in un continente extra-europeo. È stata la 38ª Final Four della moderna EuroLeague e la 40ª edizione della competizione che si è conclusa con il formato della finale a quattro squadre.
Le partite della Final Four 2025 si sono svolte alla Etihad Arena di Abu Dhabi il 23 ed il 25 maggio 2025.

## Sede
Il 28 gennaio 2025 Euroleague Basketball annuncia che le Final Four per la stagione 2024-2025 si sarebbero tenute alla Etihad Arena di Abu Dhabi. 
| Abu Dhabi              | Abu Dhabi (Asia) |
| Etihad Arena           | Abu Dhabi (Asia) |
| Posti a sedere: 18.000 | Abu Dhabi (Asia) |
|                        | Abu Dhabi (Asia) |

## Percorso verso le Final Four
| Squadra       | Regular season | Regular season | Regular season |              | Play-off | Play-off |
| Squadra       | Gruppo         | V              | P              | Avversaria   | Serie    |          |
| ------------- | -------------- | -------------- | -------------- | ------------ | -------- | -------- |
| Olympiakos    | 1ª             | 24             | 10             | Real Madrid  | 3 – 1    |          |
| Fenerbahçe    | 2ª             | 23             | 11             | Paris        | 3 – 0    |          |
| Panathīnaïkos | 3ª             | 22             | 12             | Anadolu Efes | 3 – 2    |          |
| Monaco        | 4ª             | 21             | 13             | Barcellona   | 3 – 2    |          |

### Tabellone
|  | Semifinale    | Semifinale    | Semifinale |            |        | Finale          | Finale          | Finale          |  |
|  |               |               |            |            |        |                 |                 |                 |  |
|  | Olympiakos    | Olympiakos    | 68         |            |        |                 |                 |                 |  |
|  | Olympiakos    | Olympiakos    | 68         |            |        |                 |                 |                 |  |
|  | Monaco        | Monaco        | 78         |            |        |                 |                 |                 |  |
|  | Monaco        | Monaco        | 78         |            | Monaco | Monaco          | 70              |                 |  |
|  |               |               |            |            | Monaco | Monaco          | 70              |                 |  |
|  |               |               | Fenerbahçe | Fenerbahçe | 81     |                 |                 |                 |  |
|  | Fenerbahçe    | Fenerbahçe    | Fenerbahçe | Fenerbahçe | 81     | 82              |                 |                 |  |
|  | Fenerbahçe    | Fenerbahçe    |            |            |        | 82              |                 |                 |  |
|  | Panathīnaïkos | Panathīnaïkos | 76         |            |        | Finale 3º posto | Finale 3º posto | Finale 3º posto |  |
|  | Panathīnaïkos | Panathīnaïkos | 76         |            |        |                 |                 |                 |  |
|  |               |               |            |            |        |                 |                 |                 |  |
|  |               |               |            |            |        | Olympiakos      | Olympiakos      | 97              |  |
|  |               |               |            |            |        | Olympiakos      | Olympiakos      | 97              |  |
|  |               |               |            |            |        | Panathīnaïkos   | Panathīnaïkos   | 93              |  |

## Semifinali

### Panathinaikos - Fenerbahce
| Arbitri: | Carlos Peruga Robert Lottermoser Mehdi Difallah |

| |            | |
| Osman 22 · Nunn 19 · Grant 15 · Lessort 7 · Hernangómez 5 · Gabriel 4 · Sloukas 2 · Yurtseven 2 · Mītoglou · Kalaitzakīs · Brown · Papapetrou | Punti      | 18 Hall · 15 Biberović · 13 McCollum · 10 Baldwin · 9 Melli · 7 Hayes-Davis · 3 Gudurić · 3 Colson · 2 Pierre · 2 Birch · Şanlı · ne Bango |
| Grant 4 | Assist     | 5 Baldwin, Hayes-Davis |
| Osman 6 | Rimbalzi   | 6 Melli |
| Ergin Ataman | Allenatori | Šarūnas Jasikevičius |

### Olympiakos - Monaco
| Arbitri: | Ilija Belosevic Emilio Perez Milan Nedovic |

| |            | |
| Fournier 31 · Williams-Goss 12 · Milutinov 8 · Vezenkov 7 · Peters 3 · Walkup 2 · Fall 2 · Papanikolaou 2 · Lee 1 · Vildoza · McKissic · Wright ne | Punti      | 22 Diallo · 17 James · 12 Blossomgame · 11 Jaiteh · 7 Okobo · 5 Theis · 2 Strazel · 2 Calathes · Loyd · ne Papagiannīs · ne Tarpey · ne Brown |
| Walkup, Williams-Goss, Fournier 2 | Assist     | 7 James |
| Vezenkov 8 | Rimbalzi   | 7 James |
| Giōrgos Mpartzōkas | Allenatori | Vasilīs Spanoulīs |

## Finali

### 3º - 4º posto
| Arbitri: | Carmelo Paternicò Ilija Belosevic Arturas Sukys |

|                    |            | |
|                    | Punti      | 23 Yurtseven · 14 Osman · 12 Lessort · 9 Nunn · 8 Mītoglou · 8 Samodurov · 8 Grant · 7 Kalaitzakīs · 2 Brown · 2 Pleiß · ne Gabriel · ne Sloukas |
|                    | Assist     | 12 Brown |
|                    | Rimbalzi   | 8 Yurtseven |
| Giōrgos Mpartzōkas | Allenatori | Ergin Ataman |

### Finale
| Arbitri: | Ilija Belosevic Emilio Perez Milan Nedovic |

| |            | |
| Fournier 31 · Williams-Goss 12 · Milutinov 8 · Vezenkov 7 · Peters 3 · Walkup 2 · Fall 2 · Papanikolaou 2 · Lee 1 · Vildoza · McKissic · Wright ne | Punti      | 22 Diallo · 17 James · 12 Blossomgame · 11 Jaiteh · 7 Okobo · 5 Theis · 2 Strazel · 2 Calathes · Loyd · ne Papagiannīs · ne Tarpey · ne Brown |
| Walkup, Williams-Goss, Fournier 2 | Assist     | 7 James |
| Vezenkov 8 | Rimbalzi   | 7 James |
| Giōrgos Mpartzōkas | Allenatori | Vasilīs Spanoulīs |